# Nada Pivac
Nada Pivac (Čapljina,11. siječnja 1926. – Nova Bila, Travnik, 26. veljače 2008.) je nagrađivana bosanskohercegovačka slikarica i pedagoginja, članica Udruženja likovnih umjetnika BiH od 1960. godine.
Rođena je u Čapljini. Zbog ratnih neprilika preselila se 1942. u Vinkovce. Studirala je u Beogradu. Diplomirala je 1953. 1955. je specijalizirala kod prof. Nedeljka Gvozdenovića. Nakon studija vratila se u Vinkovce u kojima je živjela do 1961. godine. Poslije je živjela u rodnoj Čapljini i u Sarajevu. Bila je suosnivačica Akademije likovnih umjetnosti u Sarajevu i 1996. Akademije likovnih umjetnosti u Širokom Brijegu. Na sarajevskoj akademiji kao profesorica djelovala je dvadeset i jednu godinu sve do rata u BiH. Ratne godine u BiH 1990-ih bila je izbjeglica. Boravila je kod prijatelja i znanaca u Čapljini i u Hrvatskoj. Na širokobriješkoj akademiji držala je predavanja pet godina, a potom se zbog bolesti povukla u mirovinu i živjela je u Sarajevu. Umrla je 2008. godine u Novoj Biloj kod Travnika. Pokopana je u rodnoj Čapljini.
Njen slikarski opus raštrkan je diljem svijeta. U ratu u BiH njezin atelijer na sarajevskoj Grbavici opljačkan je i uništen, a bio je prepun slika pripremljenih za retrospektivnu izložbu. Pretpostavlja se da se sačuvani dio njena opusa nalazi u samostanima i župnim kuća fratara Bosne Srebrene, jer se Nada Pivac mnogo družila s bosanskim franjevcima.
Dobitnica je mnoštva nagrada za svoj rad. Ističu se plaketa Sveučilišta za doprinos u razvoju sveučilišta, Šestotravanjska nagrada Grada Sarajeva 1992., godišnja nagrada ULU-a BiH, Nagrada za slikarstvo “Collegium artisticum”, nagrada republičke zajednice za kulturu BiH, 27-srpanjska nagrada BiH, nagrada »Oslobođenja«. 